# Campsea Ashe
Campsea Ashe är en by och civil parish (stavad Campsey Ash) i distriktet East Suffolk i grevskapet Suffolk i England. Orten har 342 invånare (2001).